# Norman's Cay
Norman's Cay is een klein eiland dat tot de Exuma-eilanden van de Bahama's behoort en om zijn visrijkdom bekendstaat. Het eiland was vanaf 1978 in het bezit van Carlos Lehder Rivas en werd tot 1982 als hoofdkwartier voor drugssmokkel door het Colombiaanse Medellínkartel gebruikt.

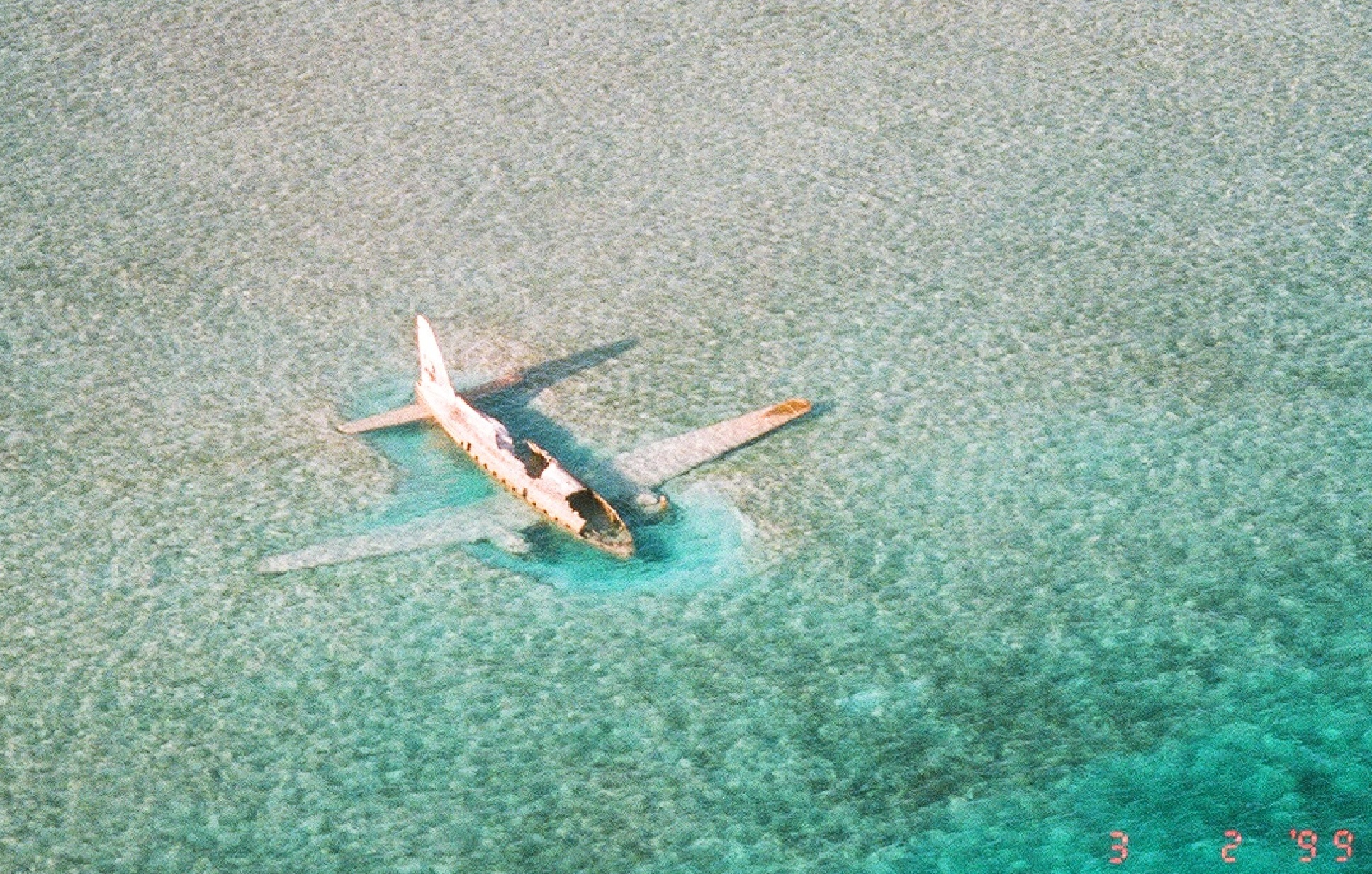
Het wrak van de Curtiss C-46 Commando, dat in de jaren tachtig in het ondiepe water van Norman's Cay stortte (1991)

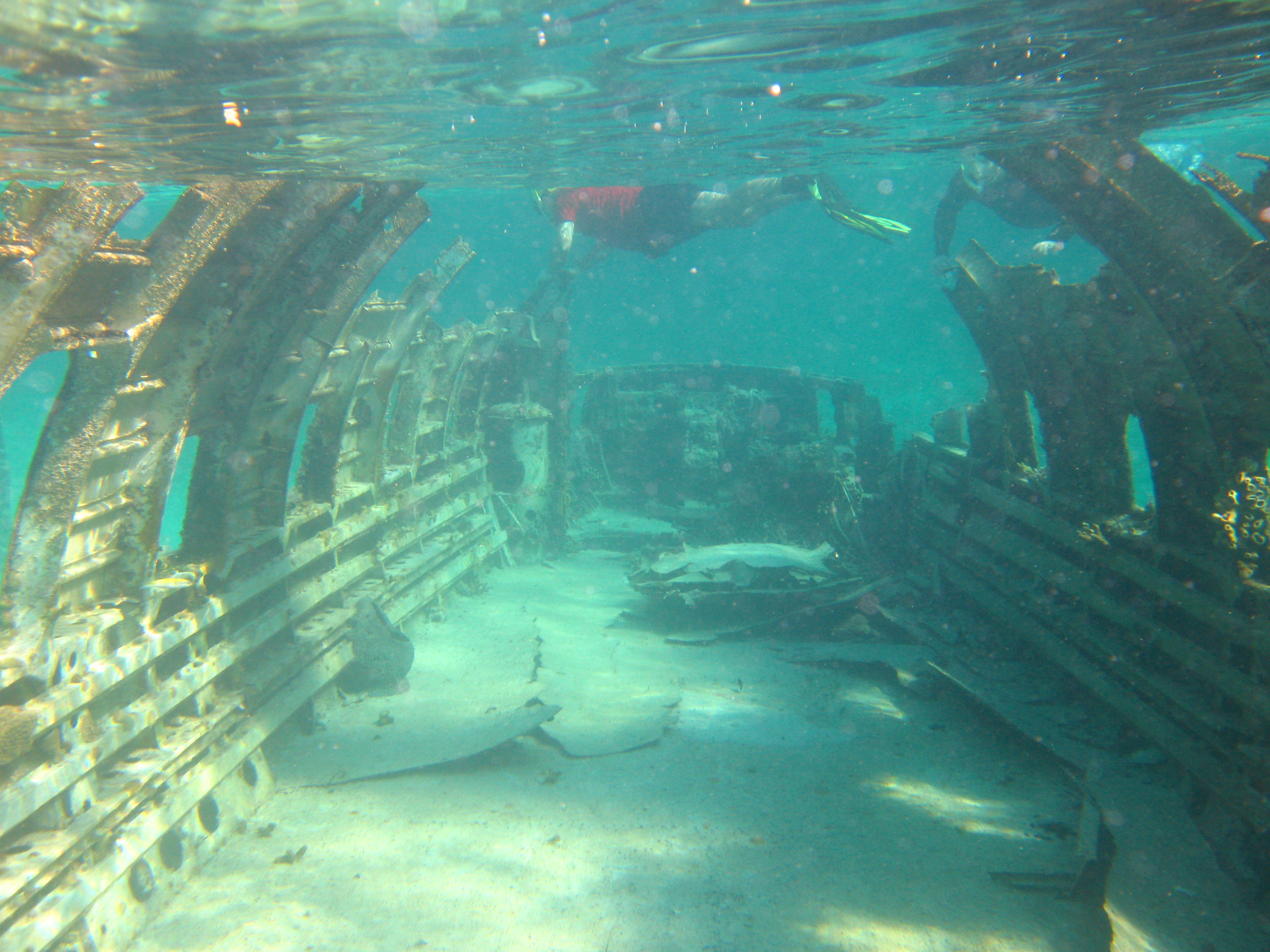
Het wrak van de Curtiss C-46 Commando, dat in de jaren tachtig in het ondiepe water van Norman's Cay stortte (2006)

Voor Norman's Cay ligt een gezonken Curtiss C-46 Commando. Het vliegtuig wordt regelmatig als DC-3 aangeduid, dat in vorm en grootte met een Curtiss C-46 overeenkomt.